# Камберленд (Айова)
Камберленд (англ. Cumberland) — місто (англ. city) в США, в окрузі Кесс штату Айова. Населення — 251 особа (2020).

## Географія
Камберленд розташований за координатами 41°16′23″ пн. ш. 94°52′14″ зх. д. / 41.27306° пн. ш. 94.87056° зх. д. (41.273088, -94.870670).  За даними Бюро перепису населення США в 2010 році місто мало площу 1,56 км², уся площа — суходіл.

## Демографія
Згідно з переписом 2010 року, у місті мешкали 262 особи в 116 домогосподарствах у складі 66 родин. Густота населення становила 168 осіб/км².  Було 132 помешкання (85/км²).
Расовий склад населення:
| - 98,9 % — білих - 0,4 % — вихідців з тихоокеанських островів - 0,4 % — корінних американців |

До двох чи більше рас належало 0,4 %. Частка іспаномовних становила 0,4 % від усіх жителів.
За віковим діапазоном населення розподілялося таким чином: 25,2 % — особи молодші 18 років, 56,9 % — особи у віці 18—64 років, 17,9 % — особи у віці 65 років та старші. Медіана віку мешканця становила 41,6 року. На 100 осіб жіночої статі у місті припадало 101,5 чоловіків;  на 100 жінок у віці від 18 років та старших — 104,2 чоловіків також старших 18 років.
Середній дохід на одне домашнє господарство  становив 42 550 доларів США (медіана — 26 953), а середній дохід на одну сім'ю — 52 754 долари (медіана — 45 714). Медіана доходів становила 32 308 доларів для чоловіків та 41 875 доларів для жінок. За межею бідності перебувало 31,3 % осіб, у тому числі 50,0 % дітей у віці до 18 років та 22,2 % осіб у віці 65 років та старших.
Цивільне працевлаштоване населення становило 122 особи. Основні галузі зайнятості: виробництво — 21,3 %, сільське господарство, лісництво, риболовля — 13,1 %, освіта, охорона здоров'я та соціальна допомога — 12,3 %.